# Christophe Lidon
Pour les articles homonymes, voir Lidon (homonymie).
Christophe Lidon est un metteur en scène de théâtre français. Depuis la création de sa Compagnie, en 1991, Christophe Lidon a mis en scène une soixantaine de spectacles sur des scènes du théâtre public (Comédie-Française, Opéra Bastille, Centre national des arts du cirque) comme du théâtre privé, en France comme à l'étranger.
Il a abordé toutes sortes de textes, des plus grands classiques (Racine, Diderot, Shakespeare, Molière, Tchekhov, Goldoni…) aux créations contemporaines (Durringer, Barrico, Schmitt, Rault, Siméon) et signé quelques-uns des grands succès critiques et publics de ces dernières années, avec Danielle Darrieux, Robert Hirsch, Claude Rich, Danièle Lebrun, Roland Giraud, Isabelle Carré, Samuel Labarthe, …

Christophe Lidon dirige par ailleurs le CADO, Centre national de création Orléans-Loiret.

## Mises en scène
- 1991 : La Fausse Suivante de Marivaux, théâtre du Musée Cognacq-Jay
- 1991 : La Nuit et le Moment de Crébillon fils, Festival d’Avignon off, théâtre du Lucernaire
- 1992 : Les Lettres de la Marquise de M* au Comte de R* d'après Crébillon fils, théâtre du Musée Cognacq-Jay
- 1992 : La Double Inconstance de Marivaux, Festival d’Avignon off,
- 1992 : Le Hasard au coin du feu de Crébillon fils, Festival d’Avignon off,
- 1993 : Mademoiselle Julie de August Strindberg, Festival d’Avignon off,
- 1993 : Le Sylphe de Crébillon fils, Festival d’Avignon off,
- 1994 : La Locandiera de Carlo Goldoni, Festival d’Avignon off, théâtre du Lucernaire
- 1994 : Andromaque de Racine, Festival d’Avignon off, théâtre Daniel-Sorano, théâtre Mouffetard
- 1995 : Paradoxe sur le comédien de Denis Diderot, théâtre du Musée Cognac-Jay, théâtre de Pertuis, Herblay, Valenciennes, Festival d’Avignon off
- 1995 : Le Songe d'une nuit d'été de William Shakespeare, Festival d’Avignon off
- 1996 : Les Bonnes de Jean Genet, Festival d’Avignon off, Franconville, Château-Thierry, Herblay
- 1997 : Marie Tudor de Victor Hugo, centre culturel d’Herblay, Centre Culturel de Franconville, Valenciennes, Festival de Sarlat, C.C. de Bouguenais, Théâtre 14
- 1997 : George Dandin de Molière, Festival d’Avignon off, Théâtre 14
- 1998 : La Mouette d'Anton Tchekhov, théâtre de la Criée, Théâtre Silvia-Monfort, Festival d'Anjou, Festival de Ramatuelle
- 1999 : L'Œuf de Félicien Marceau, Théâtre Mouffetard, théâtre Daniel Sorano, Festival d’Avignon off 2002
- 2000 : Leçon de nuit d'après Point de lendemain de Dominique-Vivant Denon, Petit Théâtre de Paris
- 2000 : La Trilogie de la villégiature de Carlo Goldoni, Création Festival d'Anjou, Festival de Carpentras, Festival de La Baule, Festival de Sarlat, Festival de Ramatuelle
- 2001 : La Nuit à l'envers de Xavier Durringer, création au Studio de la Comédie-Française
- 2002 : Le Misanthrope de Molière, Centre d’art et de culture de Meudon, Théâtre Alexandre Dumas de Saint-Germain-en-Laye, Théâtre 13, Comédie de Picardie Amiens, Théâtre 95 Cergy Pontoise, La halle de Villars de Fontainebleau, Centre Culturel Saint-Exupéry de Franconville
- 2002 : Le Petit Violon, de Jean-Claude Grumberg, Centre d’art et de culture de Meudon, Théâtre de la Criée, Festival d’Avignon off
- 2003 : Bye bye Prospero d'après un livret de Jean-Louis Bauer, spectacle de fin d’études de la 14e promotion de l’École supérieure des Arts du Cirque de Châlons-en-Champagne, La Villette
- 2003 : Maison de poupée d'Henrik Ibsen, Centre d’art et de culture de Meudon et à La Halle Bréaut de Fontainebleau
- 2003 : Oscar et la Dame rose d'Éric-Emmanuel Schmitt, Comédie des Champs-Élysées
- 2004 : Romance en fa de Sophie Artur et Sylvie Audcoeur, Illustre Théâtre Pézenas
- 2004 : Mister Cauchemar de Valérie Alane, Opéra Bastille
- 2004 : Mises au placard de Valérie Alane, Jean-Louis Bauer, Guillaume Hasson, Philippe Sabres, Centre d’Art et de Culture de Meudon, Théâtre d’Orly
- 2004 : L'Évangile selon Pilate d'Éric-Emmanuel Schmitt, Théâtre Montparnasse
- 2005 : La Nuit des oliviers d'Éric-Emmanuel Schmitt, Théâtre du Petit-Montparnasse
- 2005 : Soie d'Alessandro Baricco, Studio des Champs-Elysées
- 2006 : Dieu habite Düsseldorf de Sébastien Thiéry, Théâtre des Mathurins
- 2006 : Ma vie avec Mozart d'Éric-Emmanuel Schmitt, fantaisie en paroles et musique, Théâtre Montparnasse
- 2006 : Des yeux de soie de Françoise Sagan, Théâtre du Lucernaire
- 2007 : Histoires d'Hommes de Xavier Durringer, Festival des Petites Formes Champigny-sur-Marne
- 2007 : L’Arbre de joie de Louis-Michel Colas et David Khayat, Théâtre de la Gaîté-Montparnasse
- 2007 : L’Éducation de Rita de Willy Russel, Théâtre Mouffetard
- 2008 : Variations énigmatiques d'Éric-Emmanuel Schmitt, Théâtre de La Villaroel Barcelone
- 2008 : La Plus Petite Femme du monde de Valérie Alane, Festival des Petites Formes Champigny-sur-Marne
- 2008 : La Trilogie du pommier de Valérie Alane, Festival des Petites Formes Champigny-sur-Marne
- 2008 : L'Antichambre de Jean-Claude Brisville, Théâtre Hébertot
- 2008 : Le Banc de Gérald Sibleyras, Théâtre Montparnasse
- 2008 : Maestro de Hrafnhildur Hagalin, Théâtre du Chêne Noir
- 2008 : Le Diable rouge d'Antoine Rault, théâtre Montparnasse
- 2008 : Les poissons ne meurent pas d'apnée d'Emmanuel Robert-Espalieu, théâtre Marigny
- 2009 : Bonté divine de Frédéric Lenoir et Louis-Michel Colla, théâtre de la Gaîté-Montparnasse
- 2009 : Nathalie de Philippe Blasband, Théâtre Marigny
- 2009 : La serva amorosa de Carlo Goldoni, Théâtre Hébertot
- 2009 : Délire à deux d'Eugène Ionesco, Théâtre du Chien qui Fume Festival d'Avignon Off
- 2009 : FX de Michael Stampe, Théâtre du Chêne Noir Festival d'Avignon Off, théâtre du Lucernaire
- 2009 : Les Dames du jeudi de Loleh Bellon, Centre national de création d'Orléans, théâtre de l'Œuvre
- 2010 : Une comédie romantique de Gérald Sibleyras, théâtre Montparnasse
- 2010 : Le Vieux Juif blonde d'Amanda Sthers, théâtre des Mathurins
- 2010 : Les Dames du jeudi de Loleh Bellon, théâtre de l'Œuvre
- 2010 : Kiki van Beethoven d'Éric-Emmanuel Schmitt, théâtre de l'Œuvre
- 2011 : Lettre d'une inconnue de Stefan Zweig, théâtre des Mathurins
- 2011 : L'Intrus d'Antoine Rault, Comédie des Champs-Élysées
- 2012 : Peggy Guggenheim de Lanie Robertson, théâtre de la Huchette, théâtre du Petit-Montparnasse,
- 2012 : Pensées secrètes de David Lodge, théâtre Montparnasse
- 2012 : L'Alouette de Jean Anouilh, théâtre Montparnasse, Centre national de création d'Orléans
- 2012 : Zéro s'est endormi ? de Valérie Alane, théâtre Artistic Athévains
- 2013 : La Vénus au phacochère de Christian Siméon, théâtre de l'Atelier
- 2013 : Un homme trop facile d'Éric-Emmanuel Schmitt, théâtre de la Gaîté-Montparnasse
- 2013 : Une journée particulière d'Ettore Scola, théâtre du Chêne Noir, Festival d'Avignon
- 2014 : La Visite de la vieille dame de Friedrich Dürrenmatt, Théâtre du Vieux-Colombier
- 2014 : La Tempête de William Shakespeare, Centre national de création d'Orléans
- 2014 : La Colère du Tigre de Philippe Madral, Théâtre Montparnasse
- 2015 : Toi et tes rêves d'Antoine Rault, Festival d'Avignon
- 2015 : Happyend.com d'A. Dufresne et V. Loury, Festival d'Avignon
- 2015 : Nouveau départ d'Antoine Rault, Festival d'Avignon, Théâtre des Variétés
- 2016 : L’impresario de Smyrne de Carlo Goldoni, Centre national de création d'Orléans
- 2017 : Un fil à la patte de Georges Feydeau, Centre national de création d'Orléans
- 2017 : L'Art de Suzanne Brut de Michael Stampe, Théâtre des Déchargeurs, Paris
- 2017 : La Légende d'une vie de Stefan Zweig, Centre national de création d'Orléans, Théâtre Montparnasse, Paris
- 2018 : Between yesterday and tomorrow de Michel Legrand avec Natalie Dessay, Th. des Champs Elysées, Paris
- 2018 : « La vie rêvée d’Helen Cox » d’Antoine Rault, Théâtre La Bruyère, Paris
- 2018 : « Terminus » d’Antoine Rault, Centre national de création d’Orléans
- 2019 : La Vie Est un Songe de Pedro Calderón de la Barca Centre national de création d’Orléans Loiret
- 2020 : Mademoiselle Julie de August Strindberg, Centre national de création d'Orléans
- 2021 : Juste une embellie de David Hare, théâtre du Lucernaire
- 2021 : Dom Juan de Molière, Centre national de création d'Orléans
- 2025 : Les Collectionnistes de François Barluet, théâtre Montparnasse

## Prix et nominations
- Molières 2009  : nomination au Molière du théâtre privé pour Le Diable rouge d'Antoine Rault, Théâtre Montparnasse
- Molières 2010  : nomination au Molière du théâtre privé pour La serva amorosa de Carlo Goldoni, Théâtre Hébertot